# Попик Олександр Овер'янович
Олександр Овер'янович Попик (нар. 1937 — ?) — український радянський діяч, секретар Ровенського обласного комітету КПУ, голова Млинівського райвиконкому Рівненської області.

## Життєпис
Освіта вища. Член КПРС.
На 1973 рік — голова виконавчого комітету Млинівської районної ради депутатів трудящих Рівненської області.
До 4 липня 1977 року — завідувач сільськогосподарського відділу Ровенського обласного комітету КПУ.
4 липня 1977 — 1990 року — секретар Ровенського обласного комітету КПУ з питань сільського господарства.
На 1994 рік — заступник глави Рівненської обласної державної адміністрації — начальник управління економіки Рівненської обласної державної адміністрації.
Потім — на пенсії.

## Нагороди
- орден «Знак Пошани»
- ордени
- медалі